# Уткін Євгеній Володимирович
Євге́ній Володи́мирович У́ткін (нар. 1958, Донецьк Ростовської області) — український підприємець у сфері хай-тек, громадський діяч у сфері освіти і культури, Заслужений працівник промисловості України.

## Життєпис
Євген Уткін закінчив:
- Московський інститут електронної техніки за спеціальністю «Мікропроцесорні системи» (1982, Москва, СРСР),
- програму для топ-менеджерів AMP (advanced management program) бізнес-школи INSEAD (2001, Франція)
- програму "Управління інноваційним бізнесом" бізнес-школи International Institute for Management Development[en] (2008, Швейцарія)
- програму Venture Capital Executive Program бізнес-школи HAAS, університету Берклі (2009, США).

2011-2012 — пройшов підготовку за програмою IESE business school «Global CEO Program» у бізнес-школах ESE (Бразилія), Wharton School (США), CEIBS (Китай).
З 1975 по 1976 рік працював електрослюсарем на шахті «Западная» міста Донецька Ростовської області. У 1980—1982 роках — науковий працівник НДІ точних технологій у Зеленограді. З 1982 по 1990 рік — інженер, начальник лабораторії, головний конструктор київського НДІ мікроприладів. 1990 року заснував і очолив ІТ-компанію «Квазар-Мікро», де обіймав посаду президента та голови правління.
У 1999 році заснував інтернет-холдинг, до якого увійшли Relcom Telecom, IP Telecom, UkrOP, Український портал.
У 2005 році продав 51% компанії «Квазар-Мікро» АФК «Система». На основі Квазар-Мікро, заводу Мікрон (Зеленоград), чеської компанії Strom Telecom та грецької компанії Intracom Telecom було створено корпорацію ВАТ «Сітронікс», яку Євгеній Уткін очолив у лютому 2006. Під його керівництвом компанія вийшла на Лондонську фондову біржу з ринковою капіталізацією 2 млрд 300 млн доларів США і стала найбільшою хай-тек компанією в Східній Європі. У жовтні 2007 року Євген Уткін залишив ВАТ «Сітронікс». 
У червні 2009 компанія Уткіна «Kvazar-Micro Securities» викупила у «Сітронікс» бізнес-напрямок та бренд «Квазар-Мікро».
У 2009 році Євген Уткін з партнерами, колишніми співробітниками Квазар-Мікро, створив хай-тек холдинг КМ Core,. який заснував ряд технологічних компаній, серед яких: De Novo, український провайдер хмарних сервісів IaaS та ЦОД; KM Ware, розробник ПЗ; PolytEDA, розробник засобів автоматизованого проєктування мікросхем; KM Disty, дистриб'ютор комп'ютерного обладнання та електронних компонент; KM Labs, розробник технологій виробництва наноматеріалів; 
У 2010-2013 роках Уткін став співзасновником та інвестором низки технологічних стартапів в Україні, Росії, Європі, Ізраїлі, США.
2014 року компанії Євгена Уткіна припинили свою діяльність на території РФ.
У 2015 році з партнерами заснував компанії, що займаються технологіями подвійного призначення: UARPA, українська агенція перспективних науково-технічних розробок; UARMS, виробництво захисних шоломів (ТОР, ТОР-Д) та іншого захисного обладнання для подвійного призначення. 
З 2022 — командир взводу в батальйоні «Укроборонпрому» у складі територіальної оборони Києва.
Одружений, батько чотирьох дітей.

## Громадська діяльність
Веде активну громадянську та культурну діяльність.
У 1998—2001 роках був головою Ради підприємців при Кабінеті Міністрів України.
Співзасновник культурно-освітнього центру «Дом Майстер Клас», фестивалю сучасного мистецтва «ГогольFest» та фестивалю високого мистецтва Bouquet Kyiv Stage.
Активний учасник Помаранчевої революції (2004 рік) та революції Гідності (2013-2014).
З 2008 по 2018 — учасник майданчиків World Economic Forum – Global Growth companies, Global agenda consul, Technology Pioneers

## Відзнаки
- «Бізнесмен року» України (1997)
- Заслужений працівник промисловості України,
- Почесна грамота Кабінету Міністрів України,
- Кавалер ордену мистецтв та літератури Франції.